# 大德恒街道
大德恒街道，是中华人民共和国内蒙古自治区包头市石拐区下辖的一个乡镇级行政单位。

## 行政区划
大德恒街道下辖以下地区：
大庙村、马场村、开洲窑子村、后营子村和鸡毛窑村。